# جون سانت
جون سانت (31 يناير 1969 في أستراليا - ) (بالإنجليزية: John Saint)‏ هو لاعب كريكت أسترالي. لعب مع فريق تسمانيا للكريكت.

## وصلات خارجية
- جون سانت على موقع إي آس بي آن كريك إنفو (الإنجليزية)